# NACOBTA
NACOBTA (Namibia Community Based Tourism Assistance Trust) war ein Kommunalprojekt in Namibia. Es wurde 1995 als Non-Profit- und Nichtregierungsorganisation von lokalen Tourismusunternehmern gegründet, deren Betriebe Mitglieder des Projektes wurden. NACOBTA galt als Dachorganisation kommunal organisierter Aktivitäten des Tourismus in Namibia.
Im Jahr 2005 umfasste NACOBTA 58 Mitglieder.
Das Projekt verhalf Teilen der einheimischen Bevölkerung am Tourismuspotenzial Namibias teilzuhaben. Dort wo Arbeitsmöglichkeiten aus Gründen ungenügender Infrastrukturentwicklung nicht bestanden, wurde der Tourismus als mögliche Erwerbsquelle entwickelt. Die im Rahmen von NACOBTA begründeten Projekte beschäftigten sich mit Themen wie Campingplätze, Absatz von regionalen Kunsthandwerkserzeugnissen und Touristenführungen. Außerdem wurde die Vermittlung von Weiterbildungsangeboten und Geldgebern für die beteiligten Akteure organisiert.
Im Verlauf der Aktivitäten wurde eng mit Naturschutzorganisationen und -projekten, darunter dem Community-Based Natural Resource Management Programme zusammengearbeitet.

## Projekte
- Campingplätze befanden sich in Okombahe, Abu Huab, Khowarib, Okondjou, Ongongo, Purros, Okarohombo, Nakambale, Omatako und Makuri.
- Mittels Führer konnten folgende Gebiete erkundet werden: Brandberg und Spitzkoppe. Das Projekt ermöglichte auch Führungen durch das Kaokoveld.
- In Uis, Khowarib, dem ehemaligen Ovamboland und in der Region Sambesi fanden sich regionale Kunsthandwerksverkaufsstellen.